# Phaciocephalus minyrias
Phaciocephalus minyrias är en insektsart som beskrevs av George Willis Kirkaldy 1907. Phaciocephalus minyrias ingår i släktet Phaciocephalus och familjen Derbidae. Inga underarter finns listade i Catalogue of Life.